# Ferdinánd Cavallar
Ferdinand II. Ritter Cavallar von Grabensprung (Arad, 1845. március 17. – Neuhaus, 1906. szeptember 9.) osztrák származású ezredes.

## Élete
A nemesi származású Cavallar von Grabensprung család sarja. Atyja, Ferdinand I. Cavallar von Grabensprung (1805–1881) anyja, Amalie Resich von Ruinenburg. 1864-ben lépett be a bécsi Theresianum Katonai Akadémiába, amelyről sikeresen diplomázott le. A budapesti 14. lovassági állományban szolgált főhadnagyként, majd a vezérkari karnak. Később, szintén Budapesten a 20. gyalogsági tüzérségnél tette a szolgálatát. Századosi rangban a 32. tüzérségi osztályba, majd vezérkari őrnagyként szolgált Komáromban a 12. tüzérségi osztályban. A Forinyák Gyula gyalogsági állományban őrnagyaként szolgált[pontosabban?], majd alezredessé léptették. Az uralkodó 1890 március 30-án nyugállományba parancsolta Ferdinánd Cavallart. 1890. május 1-én a Budapesti Helyőrségi szállítóház parancsnokká nevezték ki. Ekkor a megkaptam a Signum Laudis érdemrendet piros szalaggal.
1906-ban hunyt el Neuhausban.

## Házassága
1886. február 27.-én házasságot kötött Komáromban, börgöczi Tóth Vilmával, Sárkány Lajos birtokos özvegyével. Feleségének, az szülei börgözi Tóth József, birtokos és Kégl Alojzia voltak. Tóth Vilma halála után újra nősült: 1903-ban elvette Marie Therese Mayer von Treufeld kisasszonyt, Dr. Viktor Ritter Mayer von Treufeld, jogász, és Marie Jäger lányát.